# Ruben Carlsson
Ruben Rubbe Brynolf Carlsson (* 22. Januar 1913 in Stockholm; † 14. Februar 2004 in Nacka) war ein  schwedischer Eishockeyspieler.

## Karriere
Ruben Carlsson nahm als Stürmer für die Schwedische Eishockeynationalmannschaft an den Olympischen Winterspielen 1936 in Garmisch-Partenkirchen teil.
Er kam beim 2:0-Vorrundensieg am 6. Februar 1936 gegen Japan und beim   Finalrundenspiel am 13. Februar 1936 gegen die USA, welches mit 1:2 verloren ging, zum Einsatz. Bei letzterem schoss er das Tor für Schweden. Er wurde mit seiner Mannschaft 5. der Olympischen Spiele und damit Vierter der Europameisterschaftswertung.
Ruben Carlsson erreichte mit dem Hammarby IF in den Jahren 1932 und 1933 sowie mit dem AIK in den Jahren 1938 und 1947 den schwedischen Meistertitel. In den Saisons 1932/33, 1936/37 und 1937/38 war er zudem Torschützenkönig der Division 1.